# Desa Mekarmulya (administrativ by i Indonesien, lat -7,00, long 108,24)
Desa Mekarmulya är en administrativ by i Indonesien.   Den ligger i provinsen Jawa Barat, i den västra delen av landet, 180 km sydost om huvudstaden Jakarta.